# Anisocentropus salsus
Anisocentropus salsus is een schietmot uit de familie Calamoceratidae. De soort komt voor in het Oriëntaals gebied.